# Diketen
Diketen je organická sloučenina, derivát oxetanu. Vyrábí se dimerizací ketenu. Používá se jako reagent v organické chemii.

## Výroba
Keten se vyrábí dehydratací kyseliny octové při 700–750 °C za přítomnosti triethylfosfátu jako katalyzátoru nebo termolýzou acetonu při 600–700 °C za katalýzy sirouhlíkem.
CH3CO2H   {\displaystyle {\ce {->[{\ce {(CH3CH2O)3PO}}][{\text{700–750 °C}}]}}}   H2C=C=O   +   H2O     ΔH = +147 kJ mol−1
CH3COCH3   {\displaystyle {\ce {->[{\ce {CS2}}][{\text{600–700 °C}}]}}}   H2C=C=O   +   CH4
Následná dimerizace na diketen probíhá spontánně při pokojové teplotě:
2 H2C=C=O   {\displaystyle \rightarrow }   C4H2O2

## Reakce
Zahřátím nebo působením ultrafialového záření vzniká monomer keten:
(C2H2O)2   ⇌   2 CH2CO
Alkylované keteny se také snadno dimerizují a tvoří substituované diketeny.
Diketen se snadno hydrolyzuje za vzniku kyseliny acetyloctové, poločas této reakce je při 25 °C a 2 < pH < 7 přibližně 45 minut.
Některé diketeny s alifatickými řetězci se používají na úpravu hydrofobie papíru.
V minulosti se acetanhydrid připravoval reakcí diketenu s kyselinou octovou
H2C=C=O + CH3COOH → (CH3CO)2O     ΔH = −63 kJ mol−1

### Acetacetylace
Diketen také reaguje s alkoholy a aminy za vzniku odpovídajících derivátů kyseliny acetyloctové, tato reakce se někdy nazývá acetacetylace. Příkladem může být reakce s 2-aminoindanem
Diketen je důležitým průmyslovým neziproduktem při výrobě esterů a amidů kyseliny acetyloctové a také soubstituovaných 1-fenyl-3-methylpyrazolonů, které se používají na výrobu barviv. Příkladem příslušné reakce je:
ArNH2   +   (CH2CO)2   →   ArNHC(O)CH2C(O)CH3
Tyto acetacetamidy jsou prekurzory barviv jako je například arylidová žluť.

## Použití
Diketeny s dvěma alkylovými skupinami se používají ve výrobě papíru na úpravu jeho tiskových vlastností (pomocí hydrofobizace). Asi 60 % takto používaných látek tvoří živičné pryskyřice a kolem 16 % diketeny s dlouhými řetězci nazývané alkylketenové dimery (AKD), které se obvykle používají v koncentraci 0,15 %, tedy 1,5 kg pevných AKD na tunu papíru.
Výroba AKD zahrnuje chloraci mastných kyselin s dlouhým řetězcem (například kyseliny stearové) za použití chloračních činidel jako je thionylchlorid, přičemž vznikají chloridy těchto kyselin, a následnou eliminaci HCl pomocí aminů (například triethylaminu) rozpuštěných v toluenu nebo jiných rozpouštědlech.:
Diketeny jsou také meziprodukty výroby léčiv, insekticidů a barviv. Příkladem mohou být pyrazolony, které se tvoří ze substituovaných fenylhydrazinů a dříve se používaly jako analgetika. S methylaminem reagují diketeny za vzniku N,N'-dimethylacetacetamidu, který se chloruje sulfurylchloridem a následně reaguje s trimethylfosfitem, čímž vzniká vysoce toxický insekticid monokrotofos (obzvláště toxický pro včely). Diketeny rovněž reagují se substituovanými arpmatickými aminy na acetacetanilidy, které jsou prekurzory většiny žlutých, oranžových a červených azobarviv.
Ukázkový příklad pro syntézu arylidů reakcí diketenů s aromatickými aminy je:
Aromatické diazoniové soli reagují s arylidy za vzniku azobarviv jako je například pigmentová žluť 74:
Průmyslová výroba acesulfamu K, používaného jako umělé sladidlo, je založena na reakci diketenů s kyselinou amidosulfonovou a cyklizaci oxidem sírovým.

## Bezpečnost
I přes vysokou reaktivitu diketenu jako alkylačního činidla a na rozdíl od podobných β-laktonů propiolaktonu a β-butyrolaktonu diketen nemá karcinogenní účinky, pravděpodobně díky nízké stabilitě jeho DNA adduktů.